# Paramesacanthion brevilabiatum
Paramesacanthion brevilabiatum är en rundmaskart som först beskrevs av Stekhoven 1946.  Paramesacanthion brevilabiatum ingår i släktet Paramesacanthion och familjen Enoplidae. Arten är reproducerande i Sverige. Inga underarter finns listade i Catalogue of Life.